# خوزه آنتونیو اگویر (سیاستمدار)
خوزه آنتونیو اگویر (انگلیسی: José Antonio Aguirre; ۶ مارس ۱۹۰۴ – ۲۲ مارس ۱۹۶۰) وکیل اهل اسپانیا بود.
از باشگاه‌هایی که در آن بازی کرده‌است می‌توان به باشگاه فوتبال اتلتیک بیلبائو اشاره کرد.